# Campeonato Sudamericano de Futsal Sub-17 de 2022
El Campeonato Sudamericano Sub-17 de Futsal de 2023, estilizada como CONMEBOL Sub17 Futsal 2023, fue la tercera edición del Campeonato Sudamericano de Futsal Sub-17. Se disputó en Paraguay del 17 al 25 de junio de 2023, tras haber sido recalendarizada.

## Equipos participantes
En esta edición participarán los 10 miembros de la CONMEBOL.
| Equipos participantes | Equipos participantes | Equipos participantes | Equipos participantes | Equipos participantes |
| --------------------- | --------------------- | --------------------- | --------------------- | --------------------- |
| Argentina             | Brasil                | Colombia              | Paraguay              | Uruguay               |
| Bolivia               | Chile                 | Ecuador               | Perú                  | Venezuela             |

## Sede
En esta edición, todos los partidos se llevarán a cabo en el Polideportivo del Comité Olímpico Paraguayo, parte del Parque Olímpico, en la ciudad Luque, parte del conurbano de Asunción.

## Formato de competencia
El campeonato se disputará en 2 fases: 
- Fase preliminar: será la fase de grupos donde las 10 selecciones estarán divididas en 2 grupos de 5 equipos cada uno. Clasificarán para la semifinal, los equipos que ocupen las dos primeras posiciones en cada grupo. Los demás equipos de cada grupo disputarán las posiciones del quinto al noveno puesto.
- Fase final: será la fase de disputas de los noveno, séptimo y quinto puestos. También en dicha fase se disputan la semifinal, el tercer puesto y final.

Todas las fases se jugarán a una sola rueda de partidos.

## Primera fase

### Grupo A
| Equipo    | Pts | PJ | PG | PE | PP | GF | GC | Dif |
| --------- | --- | -- | -- | -- | -- | -- | -- | --- |
| Venezuela | 12  | 4  | 4  | 0  | 0  | 15 | 6  | +9  |
| Colombia  | 9   | 4  | 3  | 0  | 1  | 9  | 6  | +3  |
| Paraguay  | 4   | 4  | 1  | 1  | 2  | 6  | 8  | -2  |
| Chile     | 3   | 4  | 1  | 0  | 3  | 9  | 11 | -2  |
| Bolivia   | 1   | 4  | 0  | 1  | 3  | 6  | 14 | -8  |

| 17 de junio de 2023 | Chile | 3:6 (2:1) | Venezuela | Polideportivo del Comité Olímpico Paraguayo, Luque |  |
|                     |       |           |           | Árbitro(s):                                        |  |

| 17 de junio de 2023 | Paraguay | 2:2 (1:1) | Bolivia | Polideportivo del Comité Olímpico Paraguayo, Luque |  |
|                     |          |           |         | Árbitro(s):                                        |  |

| 18 de junio de 2023 | Bolivia | 2:4 (0:2) | Colombia | Polideportivo del Comité Olímpico Paraguayo, Luque |  |
|                     |         |           |          | Árbitro(s):                                        |  |

| 18 de junio de 2023 | Chile | 1:2 (1:2) | Paraguay | Polideportivo del Comité Olímpico Paraguayo, Luque |  |
|                     |       |           |          | Árbitro(s):                                        |  |

| 19 de junio de 2023 | Colombia | 1:2 (0:0) | Venezuela | Polideportivo del Comité Olímpico Paraguayo, Luque |  |
|                     |          |           |           | Árbitro(s):                                        |  |

| 19 de junio de 2023 | Bolivia | 1:4 (1:2) | Chile | Polideportivo del Comité Olímpico Paraguayo, Luque |  |
|                     |         |           |       | Árbitro(s):                                        |  |

| 21 de junio de 2023 | Colombia | 2:1 (1:0) | Chile | Polideportivo del Comité Olímpico Paraguayo, Luque |  |
|                     |          |           |       | Árbitro(s):                                        |  |

| 21 de junio de 2023 | Paraguay | 1:3 (0:1) | Venezuela | Polideportivo del Comité Olímpico Paraguayo, Luque |  |
|                     |          |           |           | Árbitro(s):                                        |  |

| 22 de junio de 2023 | Venezuela | 4:1 (1:0) | Bolivia | Polideportivo del Comité Olímpico Paraguayo, Luque |  |
|                     |           |           |         | Árbitro(s):                                        |  |

| 22 de junio de 2023 | Paraguay | 1:2 (0:2) | Colombia | Polideportivo del Comité Olímpico Paraguayo, Luque |  |
|                     |          |           |          | Árbitro(s):                                        |  |

### Grupo B
| Equipo    | Pts | PJ | PG | PE | PP | GF | GC | Dif |
| --------- | --- | -- | -- | -- | -- | -- | -- | --- |
| Brasil    | 10  | 4  | 3  | 1  | 0  | 22 | 2  | +20 |
| Argentina | 10  | 4  | 3  | 1  | 0  | 13 | 2  | +11 |
| Perú      | 3   | 4  | 1  | 0  | 3  | 8  | 19 | -11 |
| Ecuador   | 3   | 4  | 1  | 0  | 3  | 6  | 12 | -6  |
| Uruguay   | 3   | 4  | 1  | 0  | 3  | 5  | 19 | -14 |

| 17 de junio de 2023 | Ecuador | 1:2 (1:0) | Uruguay | Polideportivo del Comité Olímpico Paraguayo, Luque |  |
|                     |         |           |         | Árbitro(s):                                        |  |

| 17 de junio de 2023 | Brasil | 10:0 (3:0) | Perú | Polideportivo del Comité Olímpico Paraguayo, Luque |  |
|                     |        |            |      | Árbitro(s):                                        |  |

| 18 de junio de 2023 | Ecuador | 0:4 (0:2) | Brasil | Polideportivo del Comité Olímpico Paraguayo, Luque |  |
|                     |         |           |        | Árbitro(s):                                        |  |

| 18 de junio de 2023 | Perú | 0:3 (0:2) | Argentina | Polideportivo del Comité Olímpico Paraguayo, Luque |  |
|                     |      |           |           | Árbitro(s):                                        |  |

| 19 de junio de 2023 | Perú | 3:4 (3:2) | Ecuador | Polideportivo del Comité Olímpico Paraguayo, Luque |  |
|                     |      |           |         | Árbitro(s):                                        |  |

| 19 de junio de 2023 | Argentina | 6:0 (3:0) | Uruguay | Polideportivo del Comité Olímpico Paraguayo, Luque |  |
|                     |           |           |         | Árbitro(s):                                        |  |

| 21 de junio de 2023 | Argentina | 3:1 (1:1) | Ecuador | Polideportivo del Comité Olímpico Paraguayo, Luque |  |
|                     |           |           |         | Árbitro(s):                                        |  |

| 21 de junio de 2023 | Uruguay | 1:7 (1:3) | Brasil | Polideportivo del Comité Olímpico Paraguayo, Luque |  |
|                     |         |           |        | Árbitro(s):                                        |  |

| 22 de junio de 2023 | Uruguay | 2:5 (1:1) | Perú | Polideportivo del Comité Olímpico Paraguayo, Luque |  |
|                     |         |           |      | Árbitro(s):                                        |  |

| 22 de junio de 2023 | Brasil | 1:1 (0:0) | Argentina | Polideportivo del Comité Olímpico Paraguayo, Luque |  |
|                     |        |           |           | Árbitro(s):                                        |  |

## Fase final

### Cuadro de desarrollo
|  | Semifinales | Semifinales | Semifinales |        |           | Final        | Final        | Final        |  |
|  |             |             |             |        |           |              |              |              |  |
|  |             |             |             |        |           |              |              |              |  |
|  | Venezuela   | Venezuela   | 0           |        |           |              |              |              |  |
|  | Venezuela   | Venezuela   | 0           |        |           |              |              |              |  |
|  | Argentina   | Argentina   | 4           |        |           |              |              |              |  |
|  | Argentina   | Argentina   | 4           |        | Argentina | Argentina    | 2            |              |  |
|  |             |             |             |        | Argentina | Argentina    | 2            |              |  |
|  |             |             | Brasil      | Brasil | 1         |              |              |              |  |
|  | Brasil      | Brasil      | Brasil      | Brasil | 1         | 3            |              |              |  |
|  | Brasil      | Brasil      |             |        |           | 3            |              |              |  |
|  | Colombia    | Colombia    | 0           |        |           | Tercer lugar | Tercer lugar | Tercer lugar |  |
|  | Colombia    | Colombia    | 0           |        |           | Tercer lugar | Tercer lugar | Tercer lugar |  |
|  |             |             |             |        |           |              |              |              |  |
|  |             |             |             |        |           | Venezuela    | Venezuela    | 5            |  |
|  |             |             |             |        |           | Venezuela    | Venezuela    | 5            |  |
|  |             |             |             |        |           | Colombia     | Colombia     | 1            |  |
|  |             |             |             |        |           | Colombia     | Colombia     | 1            |  |
|  |             |             |             |        |           |              |              |              |  |

### Semifinales
| 24 de junio de 2023 | Venezuela | 0:4 (0:1) | Argentina | Polideportivo del Comité Olímpico Paraguayo, Luque |  |
|                     |           |           |           | Árbitro(s):                                        |  |

| 24 de junio de 2023 | Brasil | 3:0 (1:0) | Colombia | Polideportivo del Comité Olímpico Paraguayo, Luque |  |
|                     |        |           |          | Árbitro(s):                                        |  |

### Noveno puesto
| 24 de junio de 2023 | Bolivia | 3:2 (0:1) | Uruguay | Polideportivo del Comité Olímpico Paraguayo, Luque |  |
|                     |         |           |         | Árbitro(s):                                        |  |

### Séptimo puesto
| 24 de junio de 2023 | Chile | 5:2 (1:0) | Ecuador | Polideportivo del Comité Olímpico Paraguayo, Luque |  |
|                     |       |           |         | Árbitro(s):                                        |  |

### Quinto puesto
| 25 de junio de 2023 | Paraguay | 2:5 (1:2) | Perú | Polideportivo del Comité Olímpico Paraguayo, Luque |  |
|                     |          |           |      | Árbitro(s):                                        |  |

### Tercer puesto
| 25 de junio de 2023 | Venezuela | 5:1 (1:1) | Colombia | Polideportivo del Comité Olímpico Paraguayo, Luque |  |
|                     |           |           |          | Árbitro(s):                                        |  |

### Final
| 25 de junio de 2023 | Argentina | 2:1 (0:1) | Brasil | Polideportivo del Comité Olímpico Paraguayo, Luque |  |
|                     |           |           |        | Árbitro(s):                                        |  |

Argentina

Campeón

## Tabla general
| Pos. | Equipo    | Pts | J | G | E | P | GF | GC | Dif. | Rend. |
| ---- | --------- | --- | - | - | - | - | -- | -- | ---- | ----- |
| 1    | Argentina | 16  | 6 | 5 | 1 | 0 | 19 | 3  | +16  | 88,8% |
| 2    | Brasil    | 13  | 6 | 4 | 1 | 1 | 26 | 4  | +22  | 72,2% |
| 3    | Venezuela | 15  | 6 | 5 | 0 | 1 | 20 | 11 | +9   | 83,3% |
| 4    | Colombia  | 9   | 6 | 3 | 0 | 3 | 10 | 14 | -4   | 50%   |
| 5    | Perú      | 6   | 5 | 2 | 0 | 3 | 13 | 21 | -8   | 40%   |
| 6    | Paraguay  | 4   | 5 | 1 | 1 | 3 | 8  | 13 | -5   | 33,3% |
| 7    | Chile     | 6   | 5 | 2 | 0 | 3 | 14 | 13 | 1    | 40%   |
| 8    | Ecuador   | 3   | 5 | 1 | 0 | 4 | 8  | 17 | -9   | 20%   |
| 9    | Bolivia   | 3   | 5 | 1 | 0 | 4 | 9  | 16 | -7   | 20%   |
| 10   | Uruguay   | 3   | 5 | 1 | 0 | 4 | 7  | 22 | -15  | 20%   |

## Transmisión
- Argentina: DSports/DeporTV
- Bolivia: YouTube CONMEBOL
- Brasil: SporTV
- Chile: Canal 13/DSports
- Colombia: Telepacífico/DSports
- Ecuador: Telerama/DSports
- Paraguay: Tigo Sports
- Perú: DSports
- Uruguay: DSports
- Venezuela: Meridiano Televisión/DSports